# Сидскади (национальный резерват дикой природы)
Национальный  резерват дикой природы Сидскади — национальный резерват дикой природы США, расположенный на западе округа Суитуотер в штате Вайоминг. Его площадь 106 км2 (26 400 акров). Он находится в ведении Службы охраны рыбных ресурсов и диких животных США, агентства в составе Министерства внутренних дел США.
Примерно с 1300 года этот регион был населён индейцами из группы племён шошонов. Название Сидскади (Seedskadee) происходит от слова sisk-a-dee-agie на языке шошонов, что означает «река лугового тетерева». В 1811  году этот район впервые посетили европейские исследователи, а позже он стал перекрестком тропы в Орегон и тропы мормонов в Юту. Колеи, пробитые колёсами фургонов первопроходцев, можно увидеть до их пор.
В резервате взяты под охраны 56 км (36 миль) реки Грин, которая является источником воды для кустарников и тополей в этом засушливом регионе. Резерват был основан в 1965 году для нивелирования вреда для мест обитания диких животных в результате строительства плотины Фонтенелле выше по течению и плотины Флейминг-Гордж ниже по течению на реке Грин. 

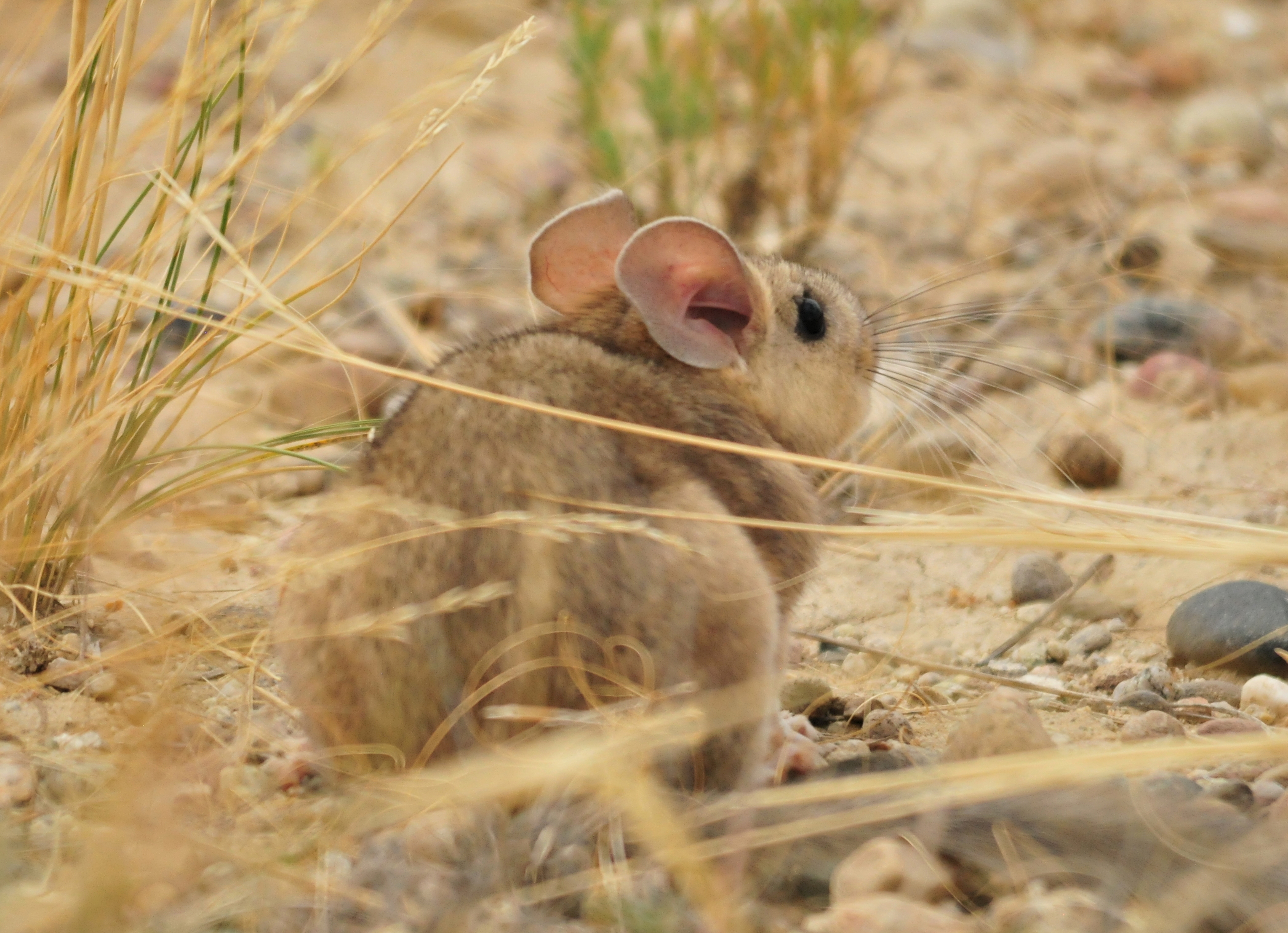
Пышнохвостый лесной хомяк (Neotoma cinerea cinnamomea) в национальном резервате Сидскади.

На территории резервата зарегистрировано 220 видов птиц, включая перелётные птицы, которые используют территорию резервата для гнездования. Там обитают лебеди-трубачи, белоголовые орланы, шалфейные тетерева и множество видов уток. Десятки видов млекопитающих, в том числе койот, американский дикобраз, вилорог, чернохвостый олень, рыжая рысь и лось, являются коренными жителями региона и находятся под защитой закона. В Грин-Ривер водятся две своеобразных формы лосося Кларка  (Oncorhynchus clarkii behnkei)  и (Oncorhynchus clarkii utah), а также ручьевая и радужная форели. Посетители попадают в резерват, следуя по 80-й межштатной автомагистрали на запад на 6 миль (9,6 км) от города Грин-Ривер (штат Вайоминг)  до 372-го шоссе Вайоминга. Вход в резерват находится в 27 милях (43 км) к северу.
Под управлением национального резервата Сидскади  находится относительно недавно образованный (в 1993 году) национальный резерват дикой природы Коквайлл Мидоус на крайнем западе Вайоминга. 

## Внешние ссылки
- Seedskadee National Wildlife Refuge - U.S. Fish and Wildlife Service.